# Ammothea makara
Ammothea makara là một loài nhện biển trong họ Ammotheidae. Loài này thuộc chi Ammothea. Ammothea makara được miêu tả khoa học năm 1977 bởi Clark.